# Nam phrik
Nam phrik (in thailandese น้ำพริก; [ná(ː)m pʰrík̚]) è una salsa di accompagnamento piccante tipica della cucina thailandese. Gli ingredienti della salsa, tra cui aglio, scalogno, peperoncini e succo di lime, vengono pestati nel mortaio con l'aggiunta di sale o salsa di pesce.

## Storia
Il primo Occidentale a scrivere sul nam phrik fu Simon de la Loubère, un ambasciatore francese del Regno di Ayutthaya. Nel 1687-88 notò «una salsa simile alla senape, che consisteva in un gambero marcio (pesce fermentato), che chiamavano kapi». Re Chulalongkorn, considerato uno dei più grandi Re thailandesi, durante il suo viaggio in Europa nel 1907 esternò molteplici volte la sua mancanza del khai chiao (frittata) e nam phrik.